# ناحیه واسا
ناحیه واسا زیرمجموعه اوستروبوتنیا و یکی از ناحیه‌ها در فنلاند از سال ۲۰۰۹ است.

## شهرداری‌ها
| نشان ملی            | شهرداری          |
| ------------------- | ---------------- |
| Korsnäsin vaakuna   | کورسنس (شهرداری) |
| Laihian vaakuna     | لای‌هیا (شهرداری) |
| Maalahden vaakuna   | مالاکس (شهرداری) |
| Mustasaaren vaakuna | کرسهلم (شهرداری) |
| Vaasan vaakuna      | واسا (شهر)       |
| Vöyrin vaakuna      | وراو (شهرداری)   |